# Grammond
Grammond là một xã trong tỉnh Loire miền trung nước Pháp.